# Хауки
Хауки — река в России, протекает по территории Луусалмского сельского поселения Калевальского района Карелии. Устье реки находится в 11 км по правому берегу реки Куржмы. Длина реки составляет 13 км.
Хауки течёт преимущественно в северо-восточном направлении по заболоченной территории. В месте впадения в реку Куржма проходит автомобильная дорога местного значения 86К-3 («Автомобильная дорога Р-21 „Кола“ — Калевала — Лонка»).
Населённые пункты на реке отсутствуют.

## Данные водного реестра
По данным государственного водного реестра России относится к Баренцево-Беломорскому бассейновому округу, водохозяйственный участок реки — Кемь от истока до Юшкозерского гидроузла, включая озёра Верхнее, Среднее и Нижнее Куйто. Речной бассейн реки — бассейны рек Кольского полуострова и Карелии, впадает в Белое море.
Код водного объекта в государственном водном реестре — 02020000812102000003229.